# Middleton (Wisconsin)
Pour les articles homonymes, voir Middleton.
Middleton est une ville du comté de Dane, dans le Wisconsin (États-Unis). C'est une banlieue de la capitale, Madison, qui compte 17 442 habitants selon le recensement de 2010.

## Géographie
Middleton a une superficie de 24 km2. Elle est située au nord-ouest de l'agglomération de Madison, sur les berges du lac Mendota. L'Interstate 94 la traverse dans sa partie sud-ouest.

## Services
Middleton dispose d'un aéroport municipal à deux pistes, Morey Field. On y trouve aussi un terrain de golf, Pleasant View. Le Musée national de la moutarde, fondé en 1992 dans la localité voisine de Mount Horeb, a été relocalisé en 2000 à Middleton.